# Іво Одровонж

## Біографія
Іво, ймовірно, народився в Коньських , син Саула Одровонжа і член шляхетної родини Одровонж. Він навчався в Болоньї і Парижі , підтримував контакти з рядом західноєвропейських інтелектуалів, і розробив для себе репутацію як «чудовий представник середньовічної латинської культури», хоча ніяких праць його не вижити.
Пізніше він служив канцлером Лешека I Білого з 1206 по 1218 рік, а також єпископом Краківського з 1218 по 1229 рік. Хоча був призначений Папою Гонорієм III у 1219 році архієпископом Гнєзненського , він відмовився прийняти призначення. .
Будучи канцлером, він заохочував реформи Папи Інокентія III . У 1215 році брав участь у IV Латеранському соборі разом з архієпископом Генріком Кетлічем . Після смерті Лешека підтримав Генріха I Бородого проти Конрада I Мазовецкого.
У 1220–1224 роках, будучи єпископом Краківського, він збудував церкву святого Миколая в селі Конські та заснував там парафію. У 1229 р. фінансував церкву в Далешицях .
У 1223 році завдяки його зусиллям Домініканський орден відправив братів з Болоньї до Кракова, першого домініканського присутності в Польщі, з першим польським домініканським монашем Яцеком Одровонжем , його родичем, який у 1594 році був канонізований. У 1220 р. Іво привіз орден Святого Духа ( Ordo Fratrum Canonicorum Regularium Sancti Spiritus de Saxia ) до Прондника Бяли , де довірив їм опіку над лікарнею.
Вважається, що Іво є ймовірним засновником церкви у Висоціце на початку 13 століття. У 1222 році в Кацицях поблизу Сломників він заснував цистерціанський монастир, який пізніше переїхав до Могили поблизу Кракова і став відомий як Могильське абатство . Розробляв кампанії по поселенню в маєтки краківських єпископів. Він надав ендаументи для цистерціанських монастирів Сулеюв і Вончок , а також премонстратських монастирів у Хебдові та Імбрамовіце., родовий заклад родини Одровонж, де сестра єпископа була настоятелькою. Він також заснував у Кракові два храми: костел Святого Духа і костел Святого Хреста.
Він помер поблизу Модени , Італія , під час візиту. Його останки за посередництва Вінцента з Кельчі , родинного зв’язку, були поховані в домініканському костелі в Кракові (нині Базиліка Святої Трійці, Краків).
Іво був власником найстарішої відомої польської приватної бібліотеки (містить 32 кодекси, придбані за кордоном), яку він залишив у своєму заповіті Вавельському собору.

## Родовід
- Саул Павло Одровонж
  -  Гертруда Одровонж
  -  Євстахій Одровонж
    -  Яцек Одровонж

  -  Іво Одровонж, єпископ краківський
  -  Мирослав Станіслав Одровонж
    -  Броніслава Одровонж
    -  Чеслав Одровонж

  -  Іван Одровонж